# Prata (famiglia)
I da Prata furono una nobile famiglia friulana.

## Storia

### Origini e apogeo
La dinastia dei Prata assunse rilevanza nell'ambito della storia del Friuli solamente dopo l'anno 1000; nonostante ciò essa poteva vantare delle origini ben più antiche, risalenti a qualche importante famiglia della nobiltà germanica.
Probabilmente tra la fine del X secolo e l'inizio dell'XI presso la località di Prata di Sopra (oggi frazione di Prata di Pordenone) sorse la prima struttura fortificata di quello che fu il loro feudo, e dal quale trassero il nome. Questo primo castello era situato in una posizione strategica, in grado di controllare il punto in cui il Noncello confluisce nel Meduna.
Al di là delle leggende, le prime notizie relative a questa famiglia risalgono al 1112, quando in un documento venne citato Gabriele I da Prata. Dal figlio Guecello nacquero Gabriele II e Federico; quest'ultimo, ricevendo in eredità i castelli di Porcia e Brugnera, diede origine alla famiglia di Porcia.
Nel 1220 Gabriele II strinse un'alleanza con i vescovi di Feltre e di Belluno e per questo venne attaccato dai Trevigiani che distrussero i suoi fortilizi di Brugnera e Prata. Suo figlio Guecello II vide confermati i diritti feudali dal Patriarca di Aquileia Bertoldo e sappiamo che i suoi possedimenti si estendevano su circa trentacinque villaggi. Fu inoltre podestà di Padova e amico di Ezzelino da Romano, appoggiandolo durante il suo tentativo di conquistare il Friuli.
Alla caduta del "Tiranno", i figli Gabriele e Guecelletto ebbero l'incarico di trattare la pace con il nuovo Patriarca Gregorio di Montelongo. Le condizioni furono molto pesanti, ma i da Prata riuscirono comunque a mantenere prestigio e potenza.

### La caduta
Guglielmino da Prata si rese celebre all'inizio del Quattrocento schierandosi con Papa Gregorio XII, in opposizione con l'antipapa Benedetto XIII e i suoi sostenitori, il Patriarca Antonio Panciera e la Repubblica di Venezia. Lo stesso pontefice fu ospite nel Castello da Prata mentre raggiungeva Cividale, dove avrebbe tenuto un concilio.
La reazione del patriarca non tardò ad arrivare: dopo la frettolosa chiusura del concilio, le truppe del Panciera devastarono i feudi di Guglielmino, che tuttavia non desistette. Frattanto il da Prata stipulava un accordo con i Veneziani, ma il patto venne meno nel giro di un anno.
Tra il 1418 e il 1420 la Serenissima occupava il Friuli. I da Prata rimasero acerrimi nemici di Venezia, cui infersero una pesante sconfitta nel 1419. La risposta della Repubblica non tardò a venire: l'esercito veneziano devastò l'abitato da Prata e il castello fu completamente raso al suolo. La contea fu assegnata ai Floridi di Spilimbergo, mentre i da Prata, finiti in esilio, si estinsero nel giro di qualche decennio. Infatti l'ultimo signore da Prata, Guglielmino, sconfitto e bandito come ribelle, fuggì esule dapprima in Croazia e poi definitivamente in Ungheria, dove il suo casato si estinse, pare, nei conti Palffy (1419).

## Membri illustri
- Pileo da Prata († 1400), cardinale.
- Guecello da Prata, politico e militare.